# Circonscription de Hughes

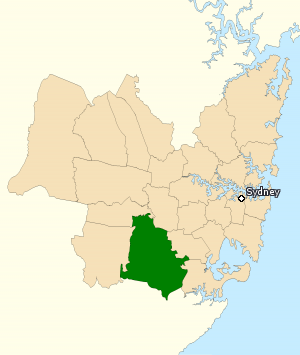
La circonscription de Hughes (en vert) dans la banlieue sud de Sydney en Nouvelle-Galles du Sud.

La circonscription de Hughes est une circonscription électorale australienne en Nouvelle-Galles du Sud. Elle a été créée en 1955 et porte le nom de Billy Hughes, qui fut premier ministre d'Australie de 1915 à 1923. 
Elle est située dans la banlieue sud de Sydney et comprend les quartiers de Liverpool, Moorebank, Como West, Engadine et Sutherland. Jusqu'en 1996, elle était généralement un siège assuré pour le Parti travailliste australien puis a semblé de plus en plus sûre pour le Parti libéral. C'est maintenant un siège disputé.

## Députés
| Nom            | Parti        | Période de mandat |
| -------------- | ------------ | ----------------- |
| Les Johnson    | Travailliste | 1955–1966         |
| Don Dobie      | Libéral      | 1966-1969         |
| Les Johnson    | Travailliste | 1966-1984         |
| Robert Tickner | Travailliste | 1984-1996         |
| Danna Vale     | Libéral      | 1996–2010         |
| Craig Kelly    | Libéral      | 2010–en cours     |